# Thierry Depaulis
Thierry Depaulis   (Bordeus, 1949) és un historiador independent dels jocs i sobretot dels naips, dels jocs de cartes i dels jocs de tauler. És president de la International Playing-Card Society, de l'associació Le Vieux Papier, membre del consell editorial de la International Board Game Studies Association, i membre de la junta directiva de la fundació del Museu Suís dels Jocs.
Ha publicat diversos articles i llibres en el camp dels jocs i de les cartes i ha col·laborat durant diversos anys a la revista francesa Jeux et Stratégie.

## Publicacions
- Tarot, jeu et magie, Bibliothèque Nationale, 1984 ISBN 2717716998
- Jeux de hasard sur papier: les "loteries" de salon, Le Vieux Papier, 1987
- Ombre et lumière. Un peu de lumière sur l'hombre, a The Playing-Card, XV-4, XVI-1, XVI-2, 1987
- Les cartes de la Révolution: cartes à jouer et propagande (catàleg d'expositió), Issy-les-Moulineaux, Musée Français de la Carte à Jouer, 1989
- Les cartes à jouer au "portrait de Paris" avant 1701, Le Vieux Papier, 1991
- Les loix du jeu : bibliographie de la littérature technique de jeux de cartes en français avant 1800. Suivie d'un supplément couvrant les années 1800-1850, Paris, Cymbalum Mundi, 1994
- 'Storia dei tarocchi liguri-piemontesi', a Antichi tarocchi liguri-piemontesi, amb Giordano Berti i Marisa Chiesa, Torino, 1995, ISBN 8886131291
- A Wicked Pack of Cards: The Origins of the Occult Tarot, London, Duckworth, 1996 (amb Ronald Decker i Sir Michael Dummett) ISBN 0312162944
- Histoire du bridge, Paris, Bornemann, 1997 ISBN 2851825607
- Les jeux de hasard en Savoie-Piémont sous l'Ancien Régime, in Études Savoisiennes, 4, 1995
- Inca dice and board games, a Board Games Studies, 1, 1998
- Le livre du jeu de dames, Paris, Bornemann, 1999 (amb Philippe Jeanneret)
- Différents articles sur les divers aspects des jeux a l' Encyclopædia Universalis, 1999
- La plus ancienne représentation datée de joueurs de dames (1492), a Board Game Studies, 7, 2004 (amb Jean Simonata)
- Cartes et cartiers dans les anciens États de Savoie (1400-1860), North Walsham, International Playing-Card Society, 2005 (IPCS Papers, 4)
- Petite histoire du poker. Paris, Editions Pole / Cymbalum Mundi, 2008 ISBN 2848840897
- De Lisboa a Macáçar : um capítulo desconhecido das cartas portuguesas na Ásia / De Lisbonne à Macassar : un chapitre méconnu des cartes portugaises en Asie, Lisbonne, Apenas, 2008 (Bisca Lambida, 10)
- Temps nouveaux, jeux nouveaux (ainsi qu'une quarantaine de notices, écrites ou coécrites), a Ève Netchine (ed.), Jeux de princes, jeux de vilains, París, Bibliothèque nationale de France / Le Seuil, 2009 ISBN 2020997509
- Explaining the Tarot : two Italian Renaissance essays on the meaning of the Tarot pack (amb Ross Caldwell and Marco Ponzi), Oxford : Maproom, 2010
- Le Tarot révélé : une histoire du tarot d’après les documents, La Tour-de-Peilz : Museu suís dels jocs, 2013 ISBN 9782883750135